# Jakhalsbuizerd
De jakhalsbuizerd (Buteo rufofuscus) is een roofvogel uit de familie der havikachtigen (Accipitridae).

## Verspreiding en leefgebied
Deze soort komt voor in Botswana, Lesotho, Namibië, Zuid-Afrika en Swaziland.

## Status
De grootte van de populatie wordt geschat op enkele tienduizenden vogels. Op de Rode lijst van de IUCN heeft deze soort de status niet bedreigd.